# 欧坦站
欧坦站，是法国的一个铁路车站，位于法国城市欧坦。

## 位置
欧坦站位于欧坦市区的北部。车站大致呈东北-西南走向，开口朝东南。

## 历史
欧坦站建于1867年，是埃唐－萨特奈铁路线上的一个重要车站。随着欧坦地区人口数量的下降以及LGV Sud-Est的建成通车，欧坦站的旅客数量不断减少。巴黎—埃唐线路的列车于2011年初停运，埃唐—阿瓦隆一线的铁路也随之关闭客运服务。
欧坦站东南大约30公里处为勒克佐TGV站（法語：Gare du Creusot-TGV），该站每天经停巴黎和里昂间的TGV列车。

## 设施
欧坦站站内设有短途列车自动售票机（Sans réservation obligatoire）及人工售票窗口。

## 停靠线路
以下列车线路在欧坦站停靠：
| 欧坦站列车线路表 |              |             |          |              |
| 线路             | 车种         | 上一站      | 下一站   | 大致运行频率 |
| 埃唐—欧坦        | 法国大区列车 | 布里永-莱济 | （终点） | 每天3趟左右  |
| 第戎—欧坦        | 法国大区列车 | 布里永-莱济 | （终点） | 每天1趟      |
| 1.               |              |             |          |              |

## 配套交通

### 长途客车
| 停靠欧坦站的大巴车 |                                 |                                                                                                 |
| 上下车地点         | 运营单位                        | 主要目的地                                                                                      |
| 欧坦站站前广场     | 索恩-卢瓦尔省城际客运 Bucéphale | 索恩河畔沙隆、勒克佐TGV站、勒克佐、沙托希农                                                     |
| 欧坦站站前广场     | SNCF                            | 阿瓦隆、索略、沙尼、埃唐 （当某条铁路线施工或罢工时，SNCF可能会提供途径该线路沿途站点的大巴车） |
| 1. 2. 3. 4.        |                                 |                                                                                                 |

### 市内交通
| 欧坦站附近的市内公共交通线路 |            |          |
| 公交车站名称                 | 位置       | 停靠线路 |
| Gare                         | 欧坦站门口 | 1路、2路 |
| 1.                           |            |          |

## 临近车站
| 欧坦站（Gare d'Autun） |                  |          |
| 上行车站               | 线路             | 下行车站 |
| 布里永-莱济站          | 埃唐－萨特奈铁路 | （终点） |
| 1.                     |                  |          |